# Adirampatnam
Adirampatnam o Adrampet és una ciutat del districte de Thanjavur a Tamil Nadu. El seu nom deriva d'Adivira Ramapatnam que en tamil vol dir "la ciutat del gran heori Rama". Està situada a la costa i la població es dedica a la pesca i l'explotació de sal.
Sota domini britànic fou part del taluk de Pattukottai dins el districte de Tanjore a la presidència de Madras.